# Hubert Dreyfus

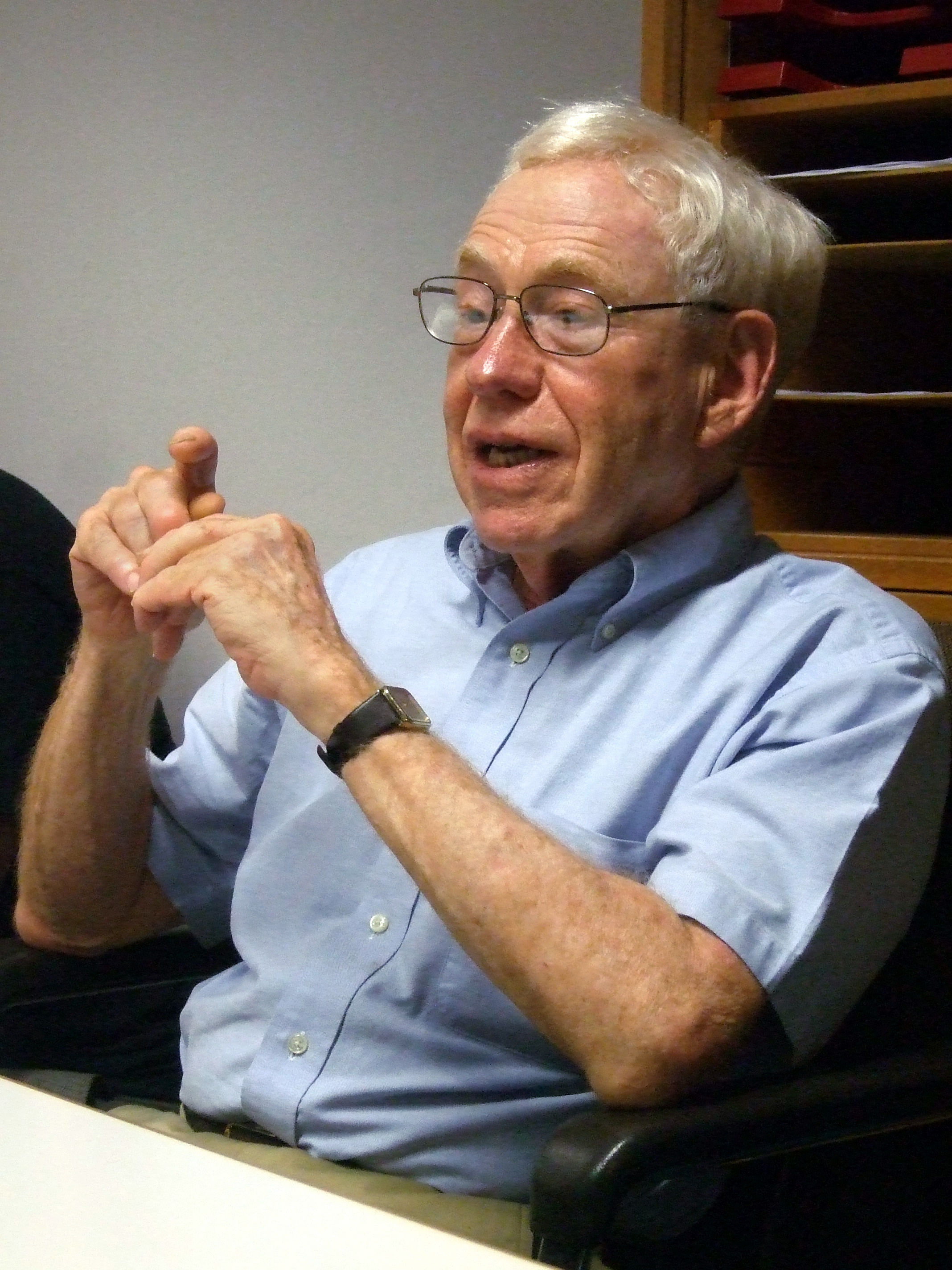
Dreyfus 2011

Hubert Lederer Dreyfus (Terre Haute, 15 oktober 1929 – Berkeley, 22 april 2017) was een Amerikaans filosoof.

## Biografie
Dreyfus werd vooral bekend om zijn kritiek op de kunstmatige intelligentie en zijn werk over de filosoof Martin Heidegger. Hij studeerde aan Harvard en was hoogleraar aan de Universiteit van Californië in Berkeley.
In 1998 kreeg Dreyfus een eredoctoraat aan de Erasmus Universiteit in Rotterdam. In 2003 bekleedde Dreyfus de Spinoza-leerstoel aan de Universiteit van Amsterdam.
Dreyfus onderscheidt in de kunstmatige intelligentie vier aannames: de biologische, de psychologische, de epistemologische en de ontologische aanname. Deze aannames zijn volgens Dreyfus de grote misvatting van onderzoekers in de AI, maar liggen desondanks dicht bij de ideeën van mensen als Rodney Brooks.
Dreyfus overleed in 2017 op 87-jarige leeftijd.

### Boeken
- Sense and Nonsense (1964) vertaling van Maurice Merleau-Ponty's Sens et non-sens (1948) samen met Patricia Allen Dreyfus
- What Computers Can't Do: The Limits of Artificial Intelligence (1972)
- What Computers Still Can't Do: A Critique of Artificial Reason (1979)
- Michel Foucault: Beyond Structuralism and Hermeneutics (1982) samen met Paul Rabinow
- Mind Over Machine: The Power of Human Intuitive Expertise in the Era of the Computer (1986) samen met Stuart Dreyfus
- Being-in-the-World: A Commentary on Heidegger's Being and Time, Division 1 (1991)
- Disclosing New Worlds: Entrepreneurship, Democratic Action, and the Cultivation of Solidarity (1997) samen met Charles Spinosa en Fernando Flores
- On the Internet (2001) uit de reeks Thinking in Action
- On the Internet - Second edition (2009) herziene uitgave van de eerste versie uit 2001
- All Things Shining: Reading the Western Classics to Find Meaning in a Secular Age (2011) samen met Sean Dorrance Kelly

### Artikelen
- Alchemy and Artificial Intelligence (1965)